# Идеальный парень для моей девушки
«Идеальный парень для моей девушки» (пол. Idealny facet dla mojej dziewczyny) — польская комедия 2009 года режиссёра Томаша Конецки.

## Сюжет
Случайная встреча Костека и Лу́ны сначала не предвещала ничего серьёзного. Он — композитор в творческом кризисе, озабоченный сложными отношениями с родственниками, она — участница феминистского движения, любовница Клары Ройек — ректора «Феминистской академии свободной Польши», но оказалось, что судьбы их уже тесно переплетены. Отец Леон, дядя Костека, и Тереза Водзень, тётя, шантажируют редактора телевидения Норберта Плешицу, чтобы он активнее освещал деятельность их религиозного радио. Норберт — бывший любовник Лу́ны, и предмет шантажа — компрометирующее видео их интимной встречи. Лу́на узнаёт, что видео было снято из квартиры Костека, и тому приходится несладко, учитывая, что Лу́на раньше служила в спецназе, а сейчас работает тренером по крав мага.
Тем временем над феминистским движением нависает угроза финансового краха. Единственный выход — получить дотации на съёмки эротического фильма, который будет символизировать новую эру в женском движении. На главную роль в фильме Клара назначает Лу́ну. Костек решает: лучший способ ближе познакомиться с Лу́ной — получить главную мужскую роль в этом же фильме. И это у него получается.
Дядя и тётя Костека проворачивают хитрую манипуляцию по получению государственных дотаций — выбивают заказ на производство новых знаков дорожного движения с изображением Иисуса. Костека уговаривают сфотографироваться, загримированным под Иисуса для размещения этого фото на знаках, обещая деньги. Одновременно начинаются съёмки эротического фильма.
Но расчётливый дядя обманывает Костека, а Клара изменяет Лу́не с его бывшей девушкой. Костек же и Лу́на понимают, что по-настоящему любят друг друга, и женятся. Все запутанные отношения раскрываются во время прямого эфира на телевидении в передаче Норберта.

## В ролях
| В ролях             |  | Персонаж               |
| ------------------- |  | ---------------------- |
| Марцин Дорочиньский |  | Костек                 |
| Магдалена Бочарская |  | Лу́на                   |
| Изабела Куна        |  | Клара Ройек            |
| Данута Стенка       |  | Тереза Водзень / Мария |
| Кшиштоф Глобиш      |  | профессор Катцовна     |

| В ролях               |  | Персонаж                                   |
| --------------------- |  | ------------------------------------------ |
| Даниэль Ольбрыхский   |  | доктор Гебауэр / педикюрщик / отец Грациан |
| Томаш Кароляк         |  | Норберт Плешица                            |
| Бронислав Вроцлавский |  | отец Леон                                  |
| Магдалена Ружчка      |  | Кася Саковска                              |
| Мария Северин         |  | Инга Ваврас, кинорежиссёр                  |
| Томаш Кот             |  | порноактёр                                 |